# بوريتا
بلدية بوريتا (بالإسبانية: Bureta) هي بلدية تقع في مقاطعة سرقسطة التابعة لمنطقة أراغون شمال شرق إسبانيا.

## الديموغرافيا
بلغ عدد سكان بلدية بوريتا 272 نسمة عام 2011 (وفقاً للمعهد الوطني الإسباني للإحصاء).
| 333 | 324 | 320 | 303 | 286 | 279 | 272 |